# Dimitar Milanov
Dimitar Milanov Stoyanov (bulgare : Димитър Миланов Стоянов) (né le 18 octobre 1928 à Sofia en Bulgarie et mort en 1995) était un joueur de football international bulgare, qui évoluait en tant qu'attaquant.